# Одоевский, Семён Юрьевич
Семён Ю́рьевич Одо́евский (ум. 1473) — верховский удельный князь, сын Юрия Романовича Чёрного, князя Одоевского и Новосильского.

## Биография
После смерти своего отца Юрия Романовича Одоевского братья Семен, Иван, Василий и Фёдор Юрьевичи разделили между собой Одоевское княжество, каждый из них владел частью (третью) города Одоев. Князья Одоевские признавали себя вассалами и подручниками Великого княжества Литовского.
Семён Юрьевич Одоевский был первым из верховских князей, который перешел из Литвы со своим уделом на русскую службу. Верховские княжества, формально входившие в состав Великого княжества Литовского, находились на границе между Литовским государством и Великим княжеством Московским. Чтобы сохранить свои наследственные владения, верховские князья лавировали между Москвой и Литвой.
С 1470-х годов на русско-литовской границе вспыхивали многочисленные пограничне стычки. Осенью 1473 года москвичи вторглись в литовские владения и разорили город Любутск, захватив много пленников. В ответ литовские удельные князья, соединив свои силы, предприняли набег на русские пограничные земли. В бою с литовцами и был убит князь Семён Юрьевич Одоевский.
У Семёна Одоевского было трое сыновей: Иван Сухорук, Василий Швих и Пётр.